# گریس موناکو
گریس موناکو (به انگلیسی: Grace of Monaco) فیلمی است بر اساس داستان زندگی گریس کلی، ستاره سابق هالیوود و همسر درگذشته حکمران پیشین موناکو است. داستان آن دربارهٔ روزهای بحرانی دوران زناشویی او با پرنس رینیر سوم، حکمران موناکو است. داستان در اوایل دهه ۱۹۶۰ و درگیری میان موناکو و فرانسه تحت حکمرانی شارل دوگل می‌گذرد.
جشنواره فیلم کن ۲۰۱۴ با نمایش فیلم «گریس موناکو» به کارگردانی اولیویه دان، کارگردان فرانسوی افتتاح شد.
نقش پرنسس گریس را در این فیلم نیکول کیدمن بازی می‌کند و تیم راث، فرانک لانگلا و درک جاکوبی بازیگران دیگر گریس موناکو هستند.

## خلاصه فیلم
داستانی است از بحران ازدواج و شخصیت گریس کلی، ستاره سابق هالیوود در مدتی که اختلاف سیاسی بین پرنسس رینیر سوم موناکو و شارل دوگل فرانسه پیش آمد و حمله هوایی فرانسه به موناکو در اوایل دهه ۱۹۶۰ رخ داد.

## حواشی فیلم
نیکول کیدمن سکوت خود را در مقابل اعتراضات فرزندان گریس کلی، پرنس آلبرت و خواهرانش کارولین و استفانی که این فیلم را به دور از واقعیت و سراسر تخیل و نادرست خوانده بودند، شکست و این فیلم را بسیار محتاطانه خواند و می‌گوید مطمئن است که با احترام تمام یاد این چهره افسانه‌ای هالیوود را زنده کرده‌است.
شباهت بازیگران فیلم «گریس موناکو» با شخصیت‌های اصلی:

## نظرات منتقدان
منتقد دیلی‌تلگراف آن را شکوهی احمقانه خواند و استفن دالتن، منتقد هالیوود ریپورتر نیز آن را بیش از حد احساساتی معرفی کرد. به اعتقاد او گریس موناکو، کار خشک و مبالغه‌آمیزی است که جنبه دراماتیک آن، خارج از پرده سینما بیش‌از روی پرده است».
فیل دو سملین منتقد امپایر نوشت: «راحت می‌شود فیلم را دید، مجلل، شیک… و اغلب، خنده‌دار. مشکل اینجاست که فیلم عملاً قرار نبود یک کمدی باشد».
فینولا هالیگان نویسنده اسکرین دیلی در نقد خود از «گریس موناکو» به عنوان فیلمی یاد کرد که «به شکلی حیرت‌آور دربارهٔ آن قضاوت نادرست شده» و نوشت: «این فیلم یک پودینگ اروپایی/سلطنتی کوچک است که به شکلی ناشیانه از حومه منطقه «تعطیلات رومی» سر درآورده است».
هالیگان ادامه داد: «در همان حال که گریس کلی، ستاره بازنشسته هالیوود می‌کوشد به عنوان پرنسس موناکو به زندگی خود معنا بدهد، کیدمن سرسختانه بهترین راه‌ها را در پیش می‌گیرد، اما پروژه با وجود حضور کارگردانی چون اولیویه دان که فیلم «زندگی به رنگ صورتی» را ساخته، در مجموع یک برداشت ضعیف است».
استفن دالتن منتقد هالیوود ریپورتر هم دیدگاهی مشابه دارد. به اعتقاد او «گریس موناکو» یک کار خشک و مبالغه‌آمیز است که جنبه دراماتیک آن در خارج از پرده بیش‌از روی پرده است».
او ادامه داد: «آیا می‌توان از روی چنین موضوع غنی، آبدار و خاله‌زنکی فیلمی ملال‌آور ساخت؟ «گریس موناکو» نشان می‌دهد می‌توان این کار را کرد. ضمناً، اینکه دان تقریباً تمام هدف‌ها را از دست می‌دهد و تقریباً تمام فرصت‌ها را هدر می‌دهد، واقعاً تأثیرگذار است». خانواده سلطنتی موناکو هم از «گریس موناکو» انتقاد کرده‌است. پرنسس استفانی موناکو گفت این فیلم تصویری غلط از پدر و مادرش ارائه داده‌است.

## نیکول کیدمن در کنفرانس مطبوعاتی فیلم گریس موناکو

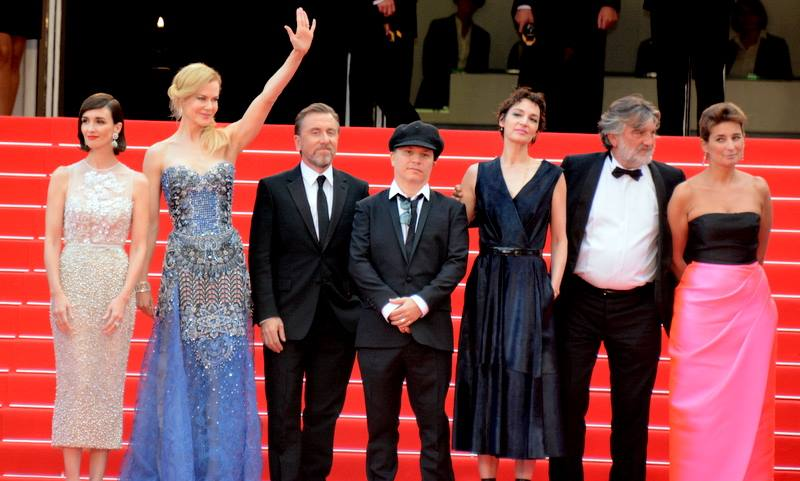
بازیگران فیلم گریس موناکو

کنفرانس مطبوعاتی فیلم گریس موناکو نیز روز چهارشنبه با شرکت اولیویه دان کارگردان فیلم و نیکول کیدمن، تیم راث، جین بالیبار و پاز وگا برگزار شد. در این کنفرانس نیکول کیدمن دربارهٔ بازی اش در نقش گریس کلی گفت: «این نقش چالش بزرگی برای من بود، یکی از آن نقش‌هایی که تأثیر خاصی بر من گذاشت».
تیم راث نیز گفت که او قبل از بازی در این فیلم، خیلی کم دربارهٔ پرنس رینیر سوم، حکمران موناکو می‌دانست و گفت بازی در این نقش آزادی بیشتری به او داده‌است. اولیویه دان، کارگردان فیلم نیز گفت: «این فیلم با نگاه منحصر بفردی به سال ۱۹۶۲ ساخته شده. من
می‌خواستم فیلمی در مورد سینما بسازم. این فیلم تماماً دربارهٔ یک ستاره سینماست. این فیلمی‌بیوگرافیک نیست اگرچه همه چیز در فیلم حقیقت دارد. من خواستم یک تصویر کامل از این بازیگر و این زن در یک فضای صمیمی‌که او مجبور است عمیق‌ترین انتخاب زندگی اش را بکند، ارائه دهم. گریس ازدواج کرده، بچه دارد، و با کشمکش‌های درونی واقعی روبروست. کیدمن در نشست مطبوعاتی «گریس موناکو» که چند ساعت پیش از اولین نمایش رسمی این فیلم در کاخ جشنواره به عنوان فیلم افتتاحیه، برگزار شد، به نارضایتی خانواده سلطنتی موناکو اشاره کرد و گفت: «بدیهی است که غمگینم، چون فیلم نگاهی از روی کینه‌توزی به خانواده بخصوص گریس و رنیه ندارد.» او افزود: «اگر آن‌ها فیلم را دیده بودند متوجه علاقه زیاد آن به پدر و مادرشان می‌شدند».

## اختلاف بین کارگردان و تهیه‌کننده
برابر با گزارش‌ها، دان در مورد نسخه نهایی فیلم با واینستین کمپانی که آن را در آمریکای شمالی پخش می‌کند، اختلاف نظر داشت.
با این حال، کارگردان فرانسوی در نشست مطبوعاتی، ادامه اختلافات خود با هاروی واینستین تهیه‌کننده «گریس موناکو» را رد کرد و گفت دیگر با او مشکلی ندارد. دان گفت: «فقط یک نسخه هست وهاروی همان نسخه را پخش می‌کند. اگر قرار باشد تغییری در فیلم بدهیم، با هم این کار را خواهیم کرد. او پذیرفت بعضی صحنه‌های فیلم در زندگی واقعی اتفاق نیفتاده است که سفر هیچکاک به موناکو و دیدار با کلی یکی از آن‌هاست. کیدمن گفت: «هیچکاک خودش به موناکو نرفت، اما بازی در فیلم «مارنی» را به کلی پیشنهاد داد که او این پیشنهاد را نپذیرفت».
برابر با فیلم، کلی خیلی وسوسه شده بود به هالیوود برگردد، اما در نهایت تصمیم گرفت کنار همسرش بماند و به وظایف خود به عنوان پرنسس موناکو عمل کند». کلی پیش از سفر به موناکو با تعدادی از بزرگان دنیای فیلمسازی مانند آلفرد هیچکاک، جان فورد و فرد زینه‌مان کار کرده بود و در ۱۹۵۴ برای «دختر روستایی» برنده جایزه اسکار بهترین بازیگر نقش اول زن شده بود.